# روبرتا أناستاس
روبرتا ألما أناستاس (من مواليد 27 مارس 1976 في بلويشت) سياسية رومانية وأول رئيسة سابقة لمجلس النواب في رومانيا بين 19 ديسمبر 2008 و 3 يوليو 2012، أيضا حاملة لقب ملكة جمال سابقة شاركت في مسابقة ملكة جمال الكون عام 1996 .